# Pityrogramma chrysoconia
Pityrogramma chrysoconia är en kantbräkenväxtart som först beskrevs av Nicaise Augustin Desvaux, och fick sitt nu gällande namn av William Ralph Maxon och Karel Domin. Pityrogramma chrysoconia ingår i släktet Pityrogramma och familjen Pteridaceae. Inga underarter finns listade.